# Русский язык в Эстонии
Русский язык (эст. vene keel Eestis) — один из языков, распространённых среди населения Эстонии. Является, по данным переписи 2021 года, родным языком для 28,5 % населения (по данным переписи 2011 года этот показатель составлял 29,6 %; переписи 2000 года ― 29,7 %; 1989 года — 35 %) и имеет давнюю историю и широкое распространение. В столице страны — Таллине — на начало 2022 года русский язык являлся родным для 43,8 % жителей города (46,7 % на начало 2011 года).
По данным переписи населения 2021 года численность постоянных жителей Эстонии русской национальности составляла 315 252 человека (23,67 % населения Эстонии), из них для 309 001 человек (98,02 %) родным был русский язык, для 4696 человек (1,49 %) ― эстонский язык, для 1555 человек (0,49 %) родным был другой язык или не имелось соответствующих данных.
Русский язык в Эстонии является родным языком прежде всего для проживающих в республике этнических русских, а также для части украинцев, белорусов, евреев, татар и пр. Для этнических эстонцев старшего поколения русский язык пока ещё выступает в качестве наиболее хорошо понимаемого иностранного языка. Среди более молодого поколения эстонцев, рождённых после восстановления Эстонией независимости в 1991 году, степень владения русским языком является довольно низкой, значительно уступая знанию английского языка.

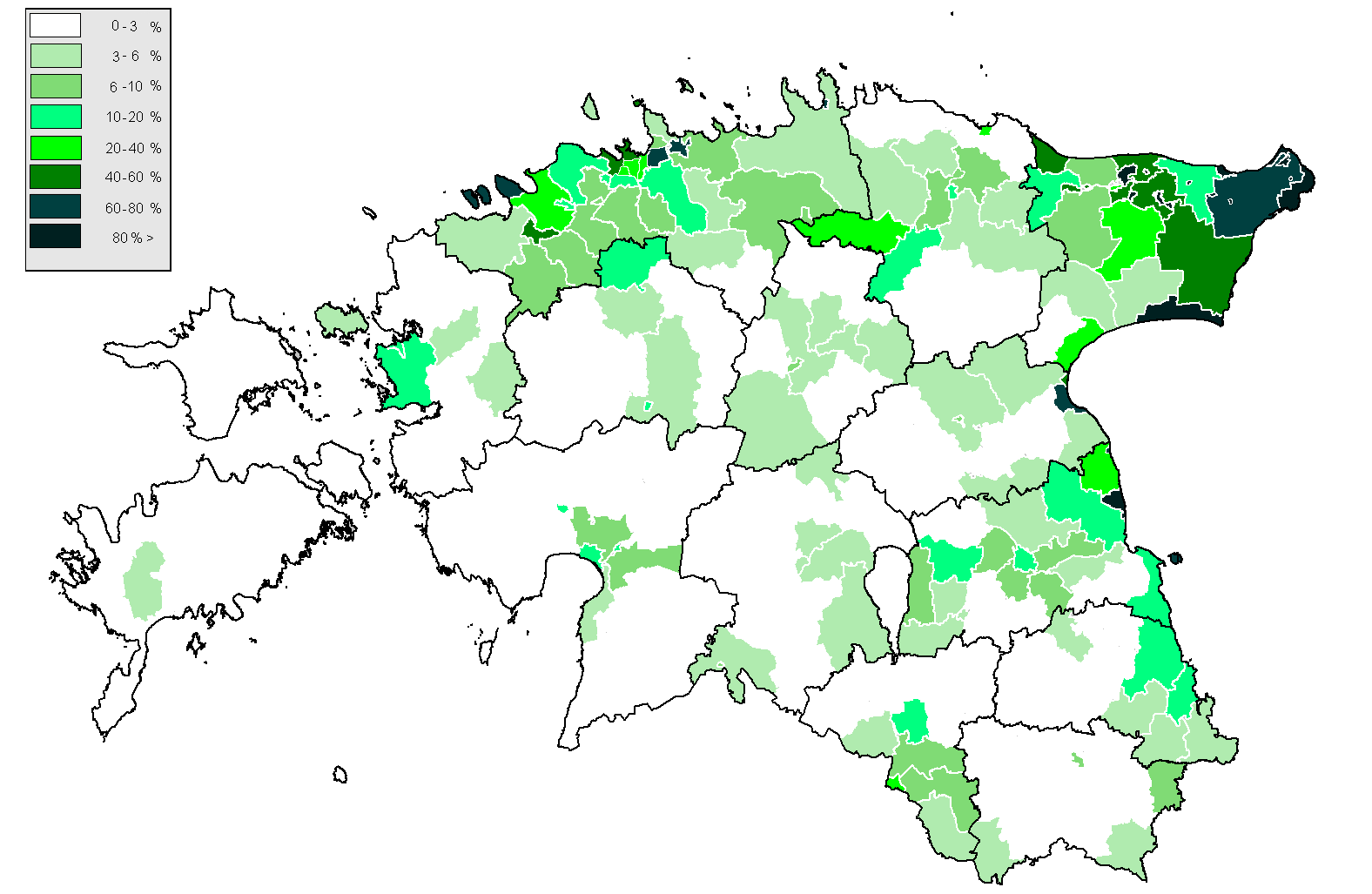
Доля русскоязычных в общей численности жителей в разрезе регионов Эстонии по данным переписи населения 2000 года

## История

### XI—XIX века и начало XX века

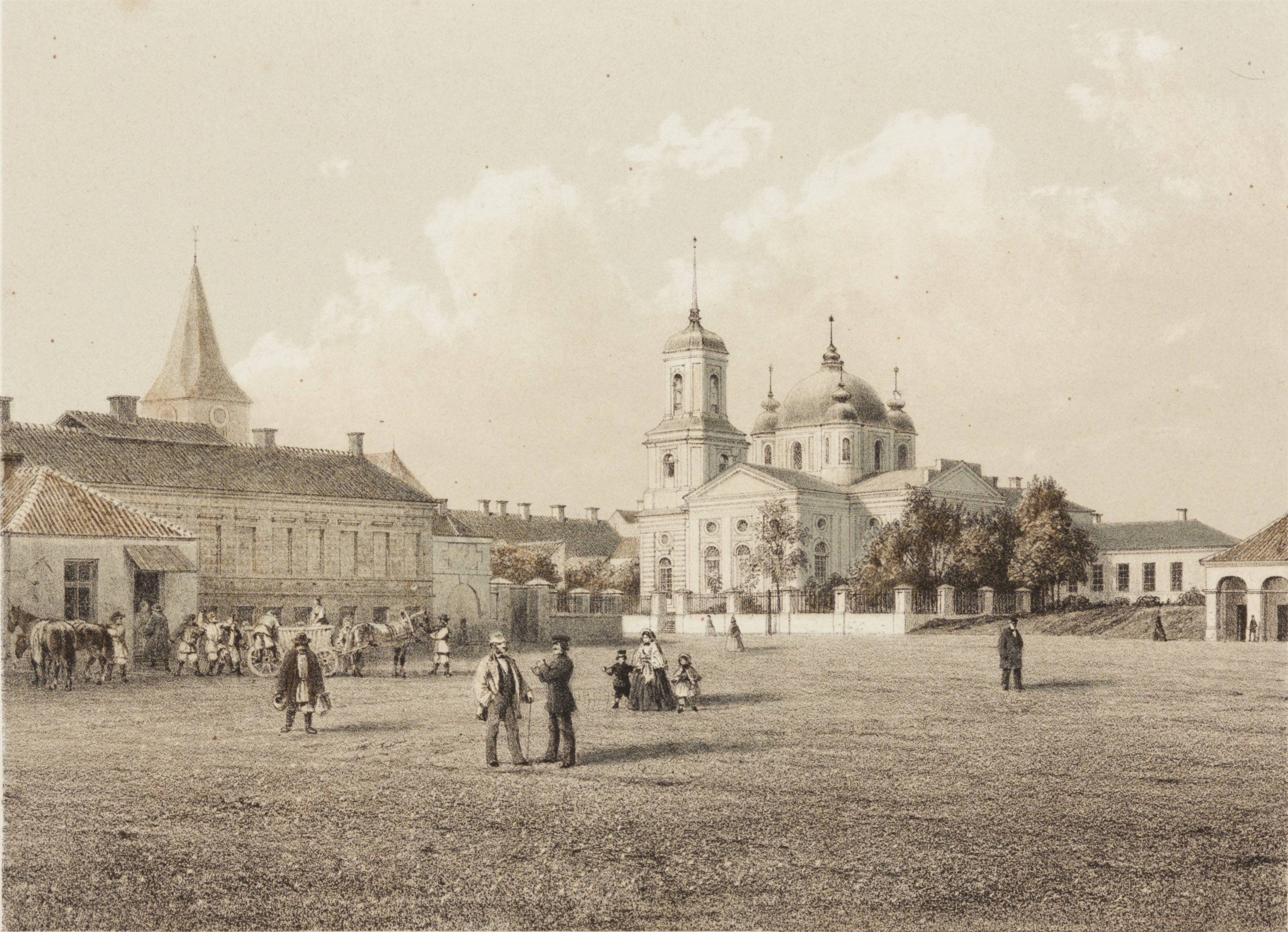
Русская церковь в Дерпте, литография, 1860 год, автор Louis Höflinger

Русский язык в Эстонии имеет очень давнюю историю, подразделяющуюся на несколько этапов. Примечательно, что на первом раннесредневековом этапе славяне и их древнерусские наречия проникали в страну с юго-востока, со стороны Пскова, в обход Псковского озера. Так, первое письменное упоминание (в «Повести временных лет») о Тарту относится к 1030 году, когда на месте разрушенной, принадлежавшей эстам деревянной крепости киевский великий князь Ярослав Мудрый поставил новую крепость, назвав её Юрьев (по имени, полученном Ярославом при крещении). Эсты, однако, отвоевали Тарту в 1061 году. Тем не менее, смешанное эсто-русское население сохранялось в городе до середины XIII века. В 1061—1224 годах эсты Уганди то дружили, то воевали с ближайшими русскими землями и городами.
В начале XIII века, в связи с начавшимся наступлением рыцарей Ливонского ордена, Тарту несколько раз переходил из рук в руки, пока в 1224 году его окончательно не захватили немецкие рыцари. История древнерусского наречия в Эстонии надолго прерывается. Но между 1704 и 1721 годами Лифляндия, равно как и вся территория современной Эстонии, переходит под контроль Российской империи. Несмотря на смену администрации, языковая ситуация в регионе изменялась очень плавно. Из-за сокращения миграционного притока постепенно начала снижаться и без того низкая доля говорящих на германских языках (шведский и немецкий), носителями которых были соответственно балтийские шведы и балтийские немцы. Количество русскоязычных постепенно увеличивалось, в основном на востоке страны (города Нарва и Дерпт благодаря притоку русских староверов и их высокой рождаемости), и достигло 8 % всего населения страны к началу XX века.
Основная масса населения — около 88 % — продолжала использовать эстонский язык. В официальной и образовательной сферах русский язык несколько потеснил немецкий, особенно в конце XIX — начале XX веков, когда царское правительство осуществляло политику «разнемечивания» Прибалтики. И всё же основная масса аграрного автохтонного эстоноязычного населения в этот период продолжала развиваться как бы в стороне от обеих языковых систем, хотя и немецкий, и русский языки начали оказывать влияние на словарный состав литературного эстонского языка. На протяжении XIX века постепенно установилась и географическая картина распространения русского языка в стране, сохраняющаяся в общих чертах и в наши дни. Русский язык имел наиболее сильные позиции на северо-востоке страны, в регионах близких географически к столице империи — Санкт-Петербургу. О постепенном усилении позиций русского языка в регионе свидетельствовал и факт перевода Тартуского университета с немецкого языка на русский в 1893 году.

### Первый период независимости

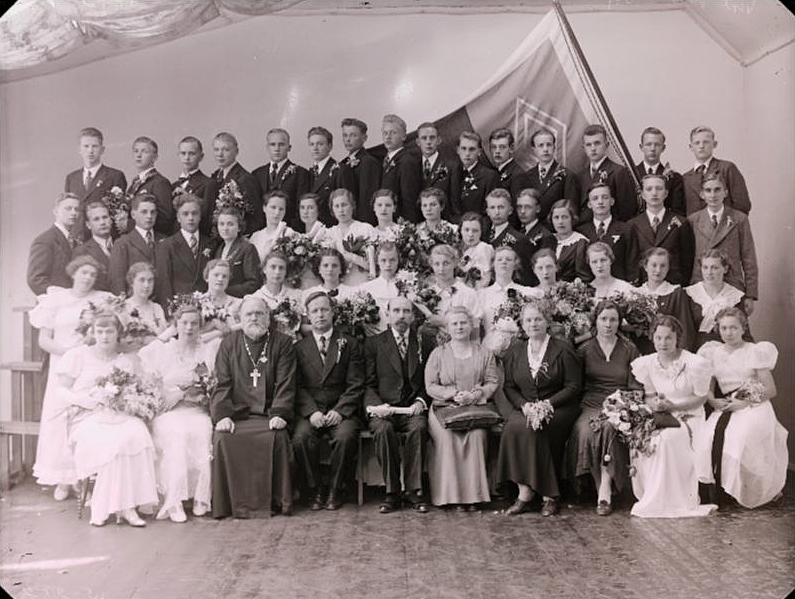
Группа выпускников и преподавателей Таллинской Русской гимназии, 1937 год

В Первой Эстонской Республике конституция 1920 года предусматривала гарантии обучения на родном языке в начальной школе (для эстонцев — на эстонском, для русских — на русском, для немцев — на немецком, для шведов — на шведском), право пользоваться родным языком в учреждениях тех самоуправлений, где его носители составляли большинство, право обращаться на русском языке в центральные государственные учреждения. При конституционной реформе 1938 года эти права были урезаны. В 1922/23 учебном году на русском языке обучение велось в 111 школах (8 % школ). В средней школе учёба шла только на эстонском языке. Тартуский университет взял курс на эстонизацию, и, если в 1925 году 25 % лекций читалось на немецком языке и 8 % на русском, то в 1931 году уже 90 % лекций читалось на эстонском языке.
В результате белой эмиграции и передачи Эстонии Печорского уезда, преимущественно населённого русскими, русскоязычное население страны значительно увеличилось, составив около 12 % населения страны. После заключения Тартуского мирного договора в феврале 1920 года из России в Эстонию переселилось около 40 тысяч граждан Эстонии, в том числе ряд русских литераторов.
На русском языке в Эстонии издавались газеты и журналы. Отличием русского языка в Эстонии, в межвоенный период, являлось использование дореформенной орфографии, как и во многих других центрах русской диаспоры. Однако иногда использовалось и новое написание.

### Эстонская ССР
После присоединения Эстонии к СССР в 1940 году рост роли русского языка в Эстонской ССР объяснялся интеграцией народов в рамках СССР и быстрым ростом доли русского и русскоязычного населения в самой республике за счёт притока русскоязычного населения в промышленный и военный секторы страны, хотя этот процесс иногда воспринимался неоднозначно местными властями. Советская система образования поддерживала в республике две параллельные модели всех трёх уровней: русскоязычную и эстоноязычную со стопроцентным преподаванием предметов на родном языке в каждой. Обе финансировались государством в одинаковой степени. Таким образом, ассимиляция эстонцев была практически исключена, что подтверждали и статистические данные всех советских переписей. Владение русским языком среди эстонцев значительно улучшилось, однако доля считающих его родным оставалась на стабильно низком уровне. По данным переписи 1989 года, русский считали родным лишь 1,0 % эстонцев республики, в том числе 1,6 % в городах и 0,3 сельской местности, в Таллине — 1,8 %. Несколько отличалась ситуация в приграничной Нарве и ряде городов северо-востока, где значительная часть эстонцев перешла на русский язык в повседневной жизни, однако продолжала считать родным эстонский, что в первую очередь объяснялось крайне низким удельным весом эстонцев в городе (3 %). Но при этом и русское население республики постоянно улучшало показатели своего владения эстонским языком, чем значительно отличалось от русскоязычного населения среднеазиатских республик, которое местными языками почти не владело. Постепенно росла доля обучающихся в школах с русским языком обучения: в 1980 году их было 32,5 % по республике (в Таллине — 46,9 %), в 1990 году — 37,0 % по республике (54,2 % в Таллине).

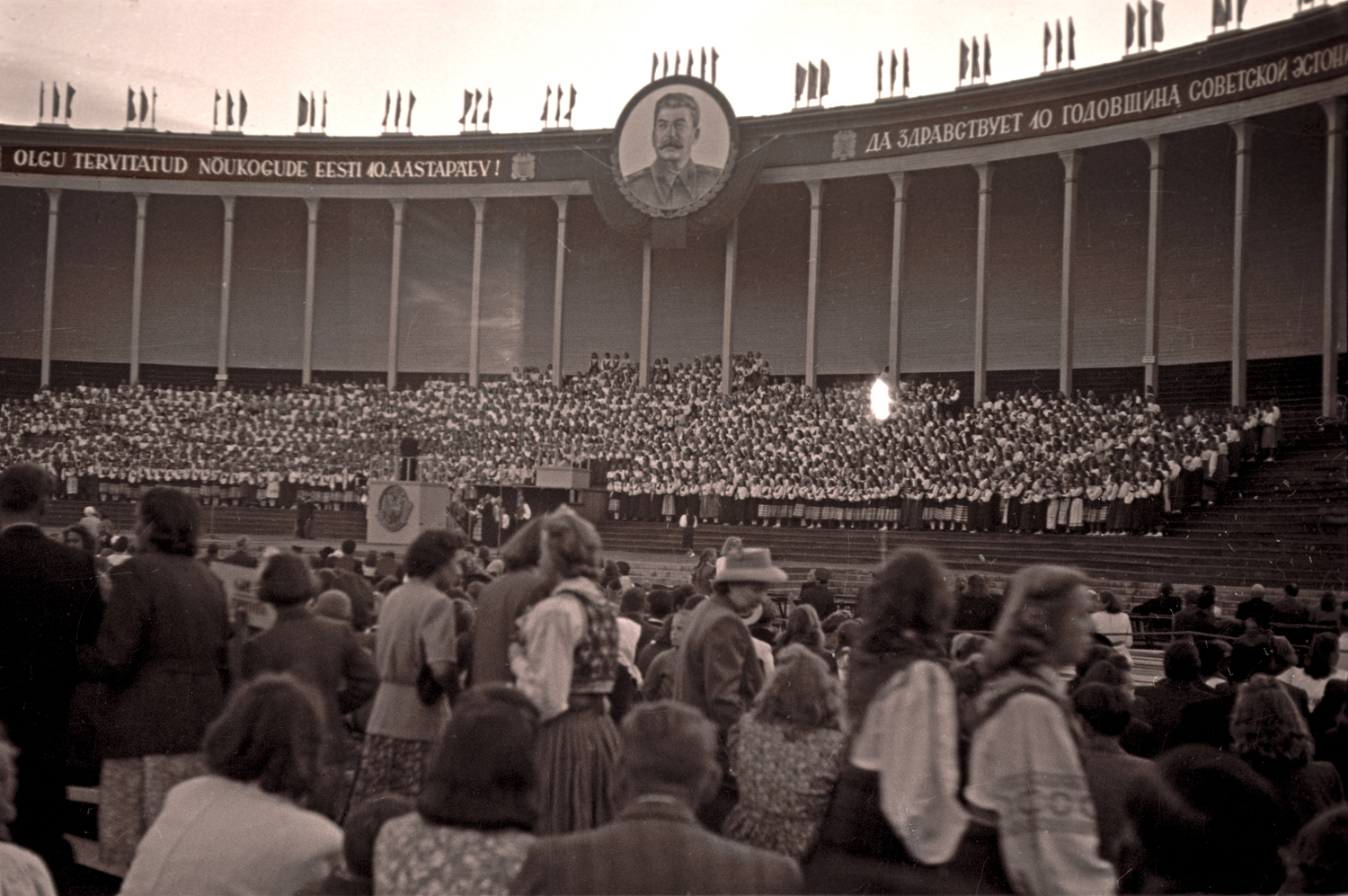
Праздник песни в честь 10-летия Эстонской ССР

По данным на 1979 год, в Эстонии издавалось 4 журнала на русском языке: «Коммунист Эстонии» (основан в 1951 году), «Силуэт» (1959), «Советское финно-угроведение» (1965) и «Таллин» (1978), а также 12 газет (низовых, городских, районных и республиканских): «Вечерний Таллин» (1972), «Ленинское знамя» (1960), «Молодёжь Эстонии» (1950), «Моряк Эстонии» (1950), «Нарвский рабочий» (1944), «Рыбак Эстонии» (1926), «Сигнал» (1977), «Советская Эстония» (1940), «Строитель Эстонской ГРЭС» (1958), «Тартуский государственный университет» (1977), «Телевидение» (1969) и «Шахтёр Эстонии» (1976). Выходило 10 периодических сборников на русском языке: «Гигиена труда и профессиональная патология в Эстонской ССР» (год основания — 1953), «Искусство и быт» (1958), «Проблемы высшей школы» (1977), «Публикации Тартуской астрофизической обсерватории им. В. Струве» (1817), «Реакционная способность органических соединений» (1964), «Скандинавский сборник» (1956), «Советская педагогика и школа» (1968), «Сообщения Прибалтийской комиссии по изучению миграции птиц» (1961), «Труды Вычислительного центра» (1961), «Труды Таллинского политехнического института» (1937).

## После восстановления независимости страны в 1991 году
После восстановления Эстонией независимости, согласно закону о языке 1989 года, русский язык имел статус языка межнационального общения, но после принятия нового закона о языке в 1995 году был лишён официального статуса и на данный момент юридически считается иностранным языком, хотя де-факто продолжает до сих пор широко использоваться в быту, торговле, рекламе, обслуживании населения со стороны частных компаний, СМИ, в интернете, театральных постановках, частично в основном и гимназическом образовании, а также в ограниченном объёме в государственном секторе страны (например, многие госучреждения имеют русскоязычные версии интернет-сайтов; проводимые на бюджетные деньги социальные кампании и социальная реклама часто имеют перевод на русский язык и т. п.). Отсутствие официального статуса у русского языка критиковалось некоторыми официальными лицами как на национальном, так и на международном уровне. Так, специальный докладчик ООН по расизму, расовой дискриминации и ксенофобии Дуду Дьен в 2007 году посоветовал Эстонии сделать русский язык вторым государственным, а в 2010 году комитет ООН по борьбе с расовой дискриминацией призвал Эстонию взвесить возможность предоставления публичных услуг на двух языках — русском и эстонском. Тем не менее, данные рекомендации были Эстонией отвергнуты, как «неадекватные».
В муниципалитетах страны, где какое-либо конкретное национальное меньшинство составляет не менее половины населения, государственные и местные учреждения должны предоставлять ответы и на языке данного меньшинства. Согласно закону, однако, к национальным меньшинствам относятся только граждане Эстонии, имеющие прочные и тесные связи с Эстонией. Неграждане и граждане России национальным меньшинством не считаются. Например, по данным переписи населения 2000 года, в городе Муствеэ 60 % жителей, являвшихся гражданами Эстонии, говорили по-русски. Таким образом, у жителей города Муствеэ есть право и возможность общаться по-русски, например, с социальным работником самоуправления. Местные самоуправления, в которых языком большинства постоянных жителей является русский, могут также просить правительство о введении русского как второго языка внутреннего делопроизводства, однако на известные запросы об этом правительство согласия не давало. Закон о языке Эстонcкой Республики разрешает использование иностранных языков (в том числе, русского) в рекламе, вывесках, указателях и объявлениях в общественных местах, маркировке товаров и инфолистках лекарств (по добровольному желанию фирм-производителей), однако иноязычный текст может использоваться только на втором месте в качестве дополнения к эстонскому и не может быть по размеру больше эстонского оригинала. Эстонский перевод не требуется в случае с радиопередачами, целевой группой которых является иноязычная аудитория (например, русскоязычное население страны). В случае с телевидением, количество иноязычного продукта на местных эстонских каналах не должно превышать 10 % от недельного объёма вещания собственного производства.

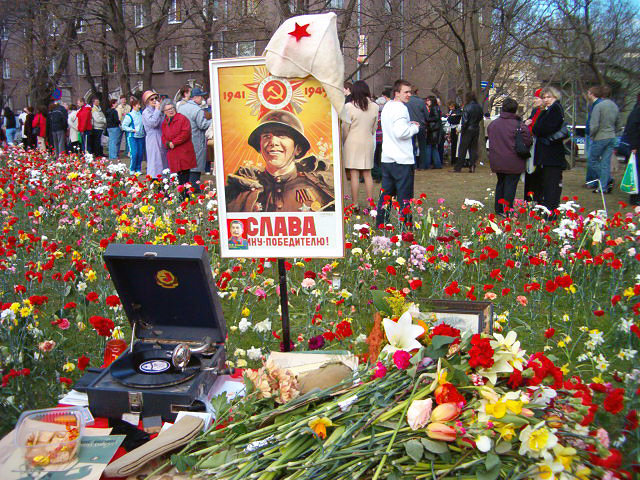
9 мая 2005 года у «Бронзового солдата» на Тынисмяги

В 2007 году международная правозащитная организация «Amnesty International» назвала Языковую инспекцию Эстонии (орган, контролирующий исполнение норм об обязательном использовании эстонского языка) «репрессивным и карательным органом», который «препятствует равному соблюдению прав всего населения Эстонии». Правозащитники рекомендовали правительству Эстонии пересмотреть поправки к закону о языке и перейти от «репрессивных, карательных и крайне отталкивающих мер» к более конструктивным действиям.
В своём докладе специальный докладчик ООН по расизму Дуду Дьен отметил, что в Эстонии продолжается дискриминация нацменьшинств, а правительство притесняет организации, защищающие права человека.[уточнить] Также он отметил высокий уровень дискриминации в области трудовой занятости. Так, среди русскоязычных уровень безработицы почти в два раза выше, чем среди эстонцев. Местные СМИ и организации, по сообщению «Amnesty International», выражают озабоченность дискриминирующим характером языковых требований.
2 марта 2010 года Европейская комиссия по борьбе с расизмом и нетерпимостью опубликовала доклад по Эстонии, в котором выразила обеспокоенность, что в стране сохраняются практически все ранее отмеченные проблемы, связанные с положением т. н. «неграждан» и русскоязычного населения в целом (в том числе языковое ограничение в трудовой сфере, ситуация в образовании). Комиссия рекомендовала Эстонии немедленно ратифицировать протокол номер 12 к Европейской конвенции по правам человека о запрете дискриминации и дополнительный протокол о расистских и ксенофобских действиях к Конвенции о киберпреступлениях.

## Территориальное распространение русского языка
Носители русского языка — русские и русскоязычные — в Эстонии расселены достаточно компактно на севере и северо-востоке страны у границы с Ленинградской областью России. По данным переписи населения 2021 года, русский язык считали родным 28,5 % жителей страны. При этом, если в 1989 году среди всего населения Таллина русскоязычных было 41,2 %, то в 2021 году в столице страны, где проживало 32,9 % её населения, русскоязычные составляли уже 42,3 %. На северо-востоке страны в уезде Ида-Вирумаа русский считают родным около 80 % населения, в том числе около 98 % населения третьего по величине населённого пункта страны — города Нарвы. Во втором по величине городе страны — Тарту — русский считают родным 21 % населения, в городе Пярну (на западе страны) — 16 %. 
Характерная черта русскоязычного населения страны в настоящее время — его сосредоточение в крупных городах, где русскоязычие представлено наиболее широко. Представители старой (дореволюционной) русскоязычной диаспоры — русские старообрядцы — проживают в небольших населённых пунктах на востоке, юго-востоке и центре страны (например, город Муствеэ на побережье Чудского озера). Близость России, в частности её второго по величине мегаполиса — Санкт-Петербурга, а также компактность расселения русскоязычных благоприятно сказываются на сохранении русского языка в стране.

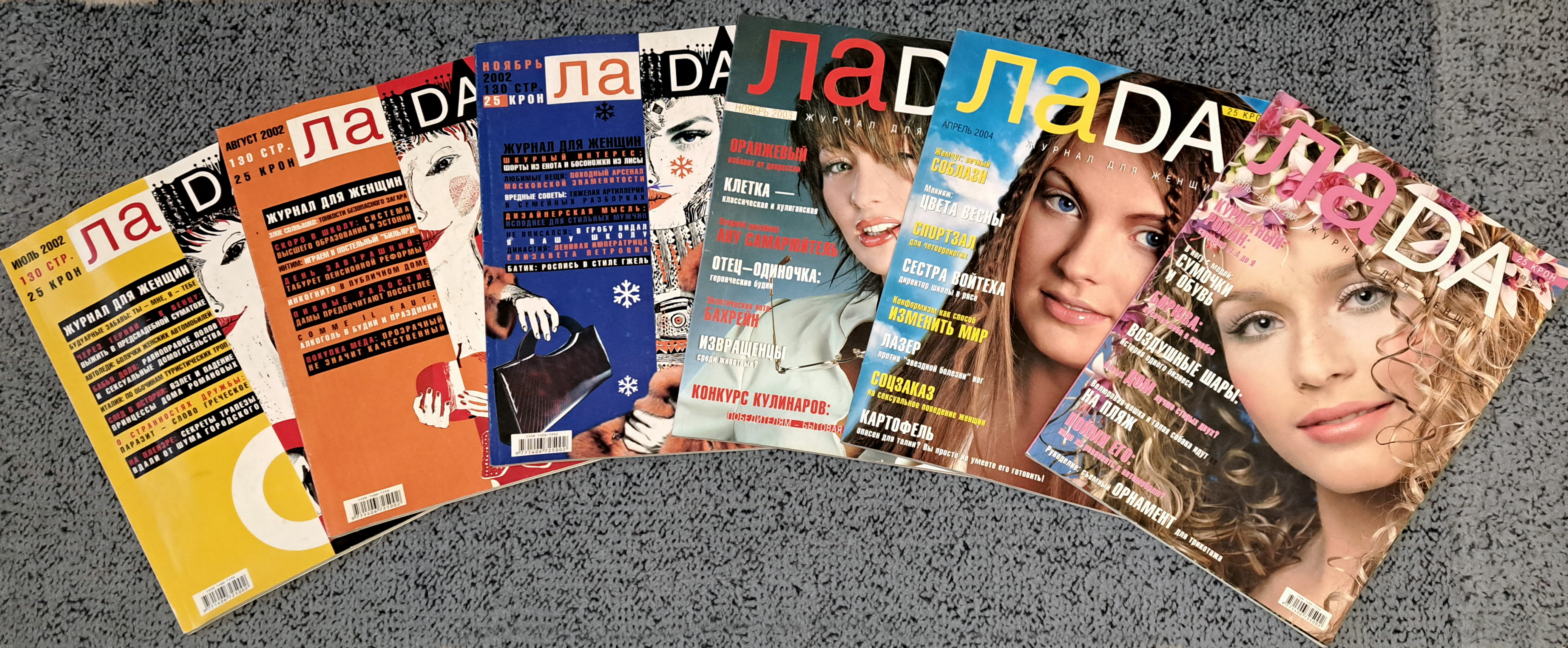
Несколько номеров женского журнала «ЛАDА», издававшегося в Эстонии в 2002–2004 годах на русском языке

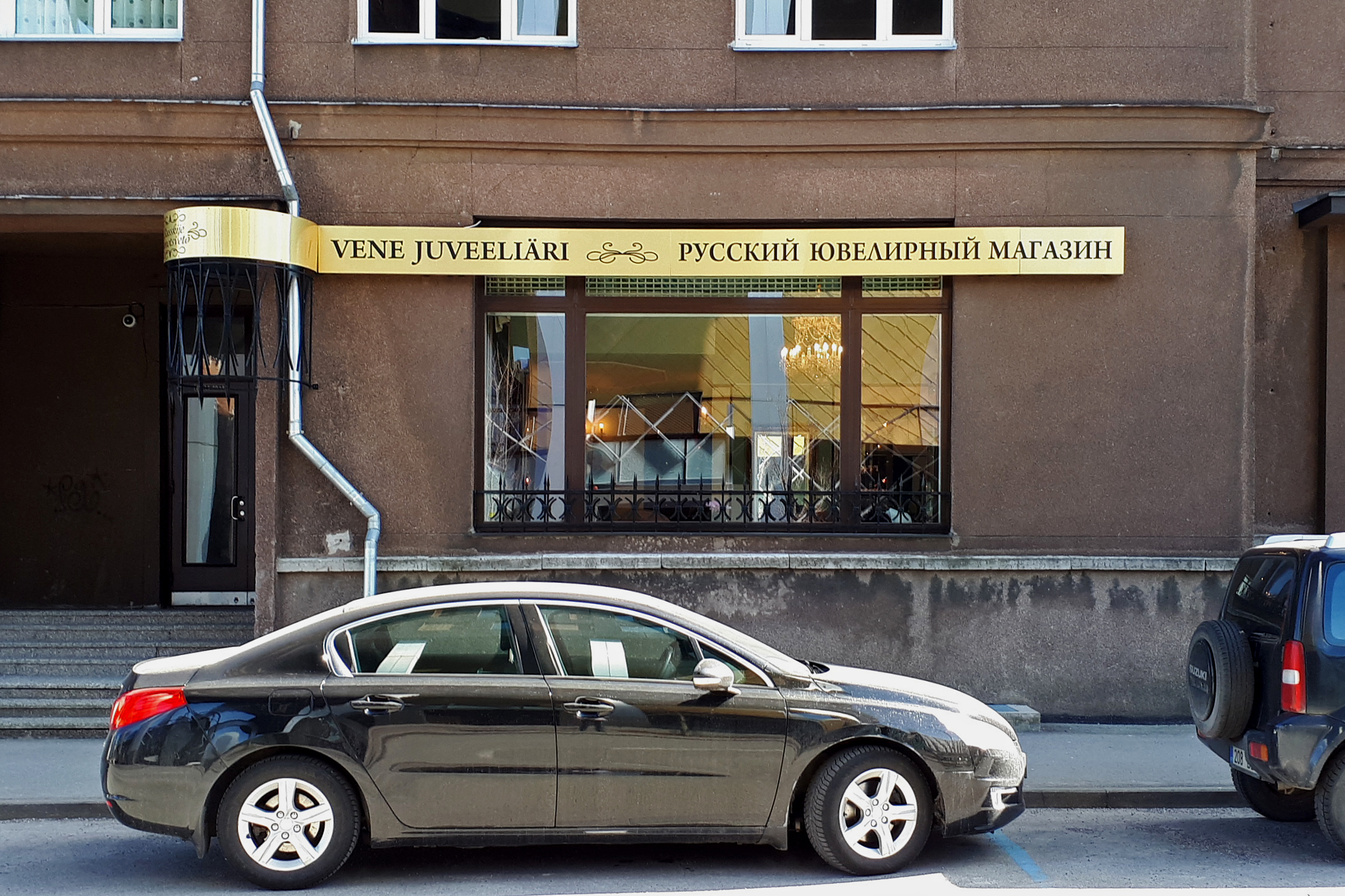
Центр Таллина, «Русский ювелирный магазин». Апрель 2022 года

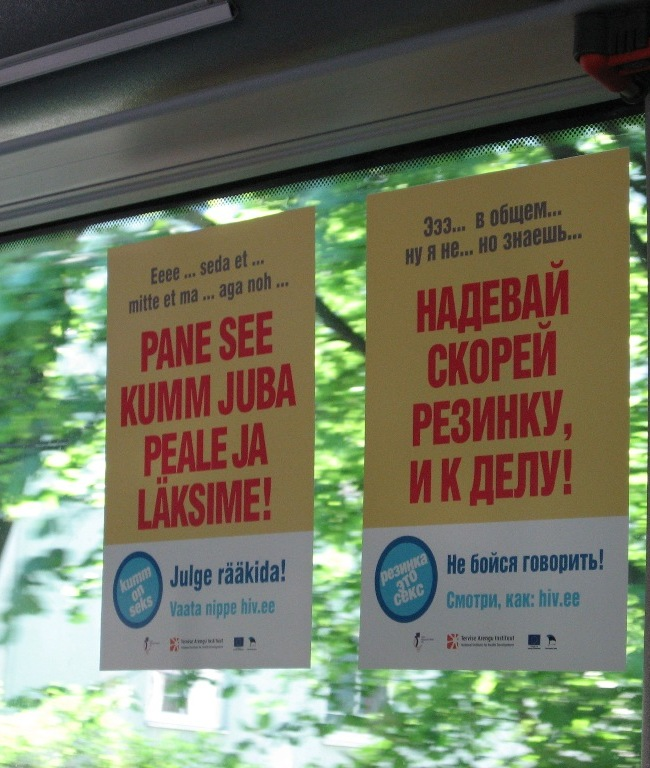
Двузычный призыв в таллинском городском автобусе, 2013 год

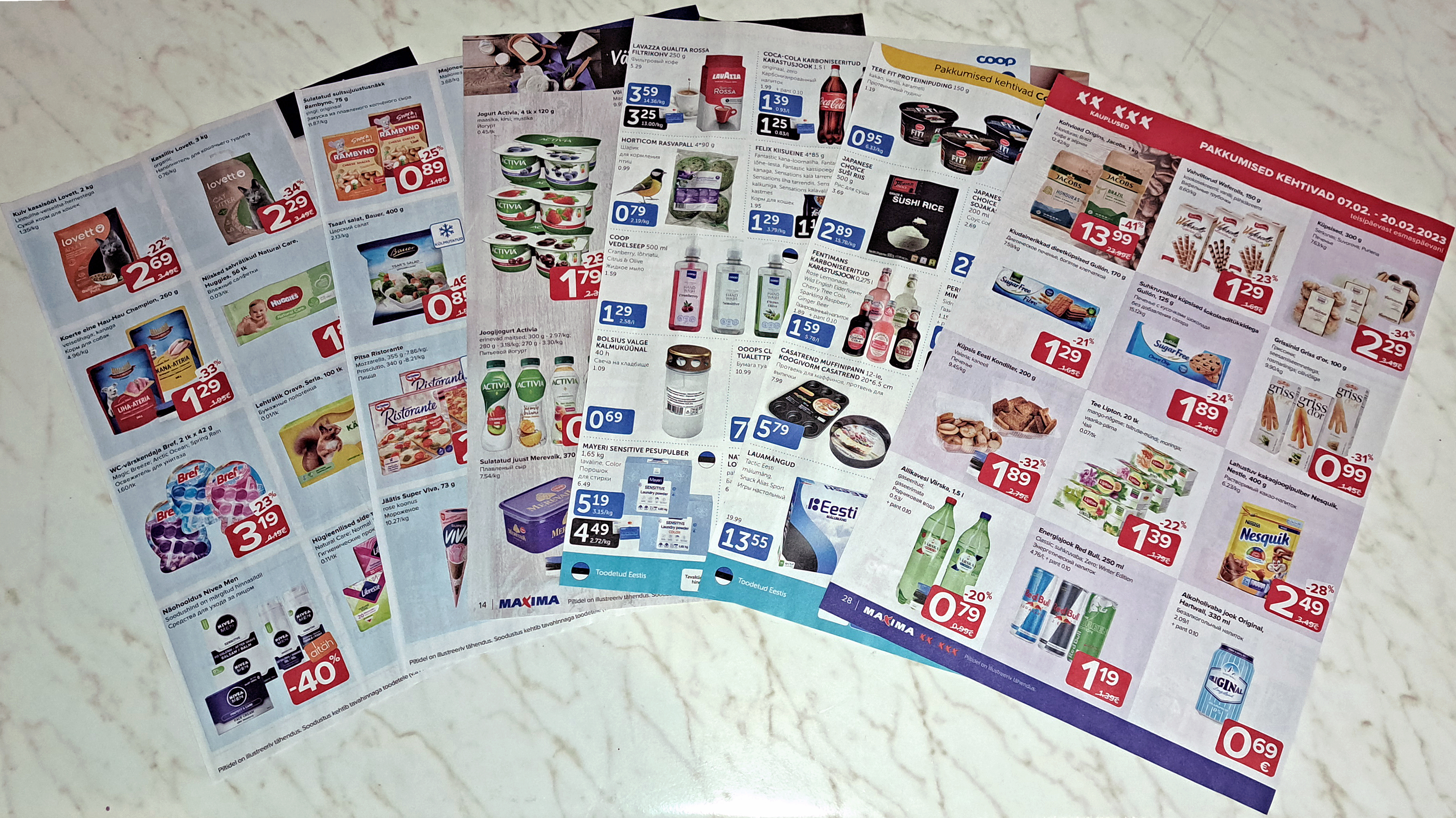
Страницы из рекламных буклетов торговых сетей «Maxima Eesti» и «Coop Eesti» с текстом на русском языке, февраль 2023 года

|                           | Численность русскоязычных в регионе | Их доля от населения региона | Доля от всего русскоязычного населения страны |
| ------------------------- | ----------------------------------- | ---------------------------- | --------------------------------------------- |
| Эстония                   | 406 755                             | 29,7 %                       | 100 %                                         |
| Таллин                    | 173 119                             | 43,2 %                       | 42,6 %                                        |
| Ида-Вирумаа               | 139 857                             | 77,8 %                       | 34,4 %                                        |
| Харьюмаа*                 | 29 959                              | 23,9 %                       | 7,4 %                                         |
| Тартумаа                  | 23 852                              | 15,9 %                       | 5,9 %                                         |
| остальные регионы Эстонии | 39 968                              | 7,8 %                        | 9,8 %                                         |
| Районы Таллина            |                                     |                              |                                               |
| Ласнамяэ                  | 71 593                              | 62,1 %                       | 17,6 %                                        |
| Пыхья-Таллинн             | 30 148                              | 53,1 %                       | 7,4 %                                         |
| Мустамяэ                  | 25 596                              | 37,7 %                       | 6,3 %                                         |
| Хааберсти                 | 16 852                              | 45,1 %                       | 4,1 %                                         |
| Кесклинн                  | 12 860                              | 28,6 %                       | 3,2 %                                         |
| Кристийне                 | 9067                                | 29,8 %                       | 2,2 %                                         |
| Нымме                     | 5940                                | 16,0 %                       | 1,5 %                                         |
| Пирита                    | 904                                 | 9,1 %                        | 0,2 %                                         |
| район неизвестен          | 159                                 | 31,2 %                       | 0,0 %                                         |
| *без населения Таллина    |                                     |                              |                                               |

|               | Численность русскоязычных в регионе | Их доля от населения региона | Доля от всего русскоязычного населения страны |
| ------------- | ----------------------------------- | ---------------------------- | --------------------------------------------- |
| Эстония       | 379 210                             | 28,5 %                       | 100 %                                         |
| Таллин        | 185 130                             | 42,3 %                       | 48,8 %                                        |
| Валгамаа      | 4540                                | 16,4 %                       | 1,2 %                                         |
| Вильяндимаа   | 1193                                | 2,6 %                        | 0,3 %                                         |
| Вырумаа       | 1328                                | 3,9 %                        | 0,4 %                                         |
| Ида-Вирумаа   | 110 255                             | 83,1 %                       | 29,1 %                                        |
| Йыгевамаа     | 2169                                | 7,8 %                        | 0,6 %                                         |
| Ляэне-Вирумаа | 6516                                | 11,1 %                       | 1,7 %                                         |
| Ляэнемаа      | 1936                                | 9,6 %                        | 0,5 %                                         |
| Пылвамаа      | 875                                 | 3,6 %                        | 0,2 %                                         |
| Пярнумаа      | 7507                                | 8,8 %                        | 2,0 %                                         |
| Рапламаа      | 1351                                | 4,0 %                        | 0,4 %                                         |
| Сааремаа      | 249                                 | 0,8 %                        | 0,1 %                                         |
| Тартумаа      | 19 497                              | 12,4 %                       | 5,1 %                                         |
| Харьюмаа*     | 35 642                              | 20,2 %                       | 9,4 %                                         |
| Хийумаа       | 63                                  | 0,7 %                        | 0,02 %                                        |
| Ярвамаа       | 959                                 | 3,2 %                        | 0,3 %                                         |

* Без населения Таллина

## Национальный состав русскоязычного населения

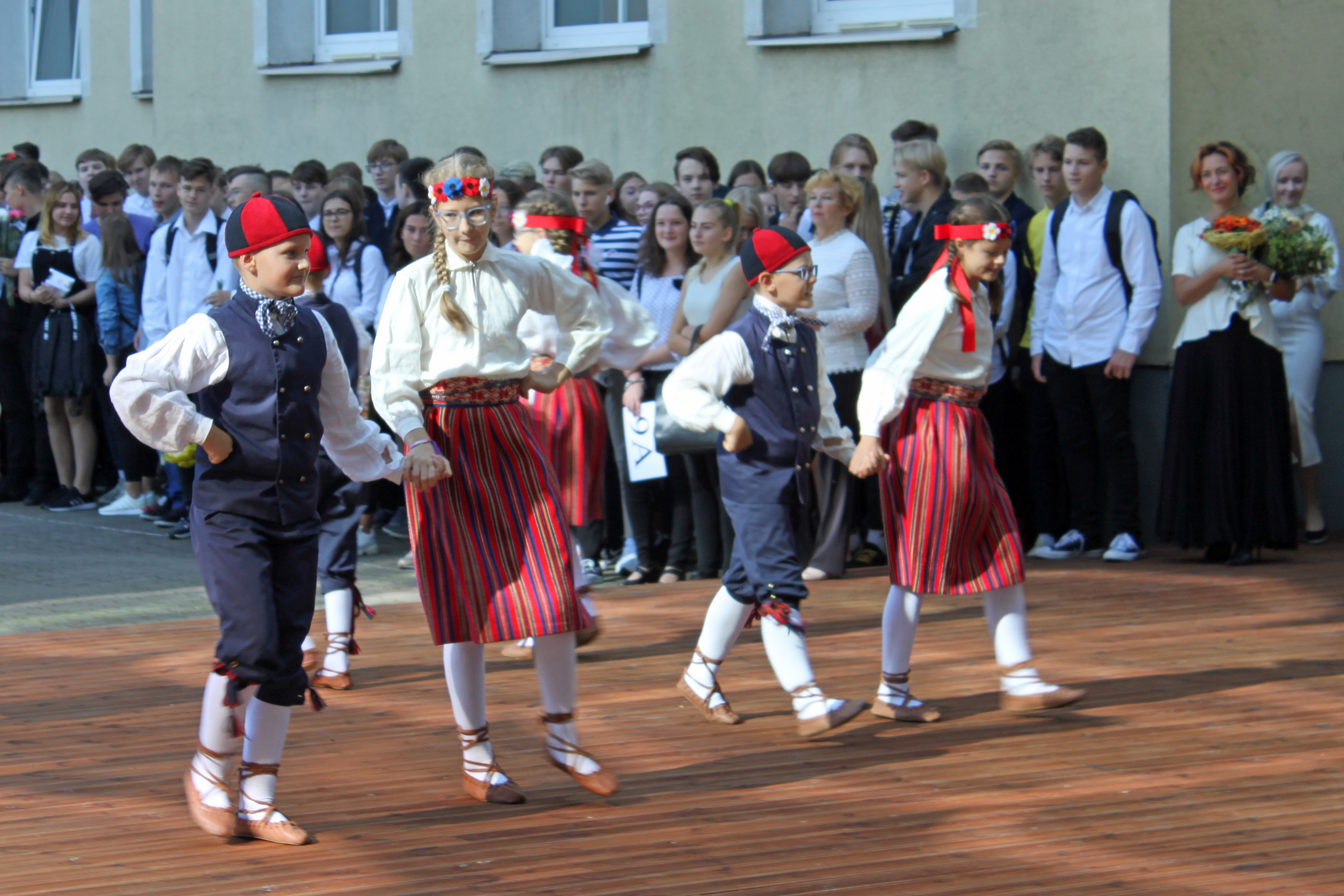
День знаний в Паэской гимназии. Таллин, 2019 год

| Национальность | 2000 год | 2011 год | 2021 год  |
| -------------- | -------- | -------- | --------- |
| Всего          | 100 %    | 100 %    | 100 %     |
| Русские        | 84,8 %   | ↘ 84,1 % | ↘ 81,49 % |
| Эстонцы        | 4,4 %    | ↗ 5,9 %  | ↗ 8,19 %  |
| Украинцы       | 4,1 %    | ↘ 3,8 %  | ↗ 3,99 %  |
| Белорусы       | 3,0 %    | ↘ 2,8 %  | ↘ 2,59 %  |
| Финны          | 0,9 %    | ↘ 0,7 %  | ↘ 0,58 %  |
| Евреи          | 0,4 %    | → 0,4 %  | ↘ 0,39 %  |
| Татары         | 0,3 %    | → 0,3 %  | ↗ 0,34 %  |
| Поляки         | 0,3 %    | → 0,3 %  | ↘ 0,27 %  |
| Немцы          | 0,3 %    | ↘ 0,2 %  | ↗ 0,24 %  |
| Латыши         | 0,2 %    | → 0,2 %  | ↗ 0,32 %  |
| Литовцы        | 0,2 %    | → 0,2 %  | ↗ 0,23 %  |
| Армяне         | 0,2 %    | → 0,2 %  | → 0,2 %   |
| Азербайджанцы  | 0,1 %    | → 0,1 %  | → 0,1 %   |
| Молдаване      | 0,1 %    | → 0,1 %  | ↘ 0,08 %  |
| Грузины        | 0,1 %    | → 0,1 %  | ↘ 0,06 %  |
| Прочие         | 0,8 %    | ↘ 0,7 %  | ↗ 1,27 %  |

| Национальность | 2000 год | 2011 год | 2021 год |
| -------------- | -------- | -------- | -------- |
| Русские        | 98,2     | ↗ 98,7   | ↘ 98,02  |
| Евреи          | 80,6     | ↗ 82,2   | ↘ 79,81  |
| Белорусы       | 69,7     | ↗ 85,8   | ↘ 84,52  |
| Немцы          | 65,2     | ↘ 61,7   | ↘ 34,28  |
| Поляки         | 61,0     | ↗ 66,7   | ↘ 55,28  |
| Украинцы       | 56,8     | ↗ 64,1   | ↘ 54,38  |
| Татары         | 50,2     | ↗ 59,6   | ↗ 66,41  |
| Армяне         | 47,2     | ↘ 46,9   | ↘ 45,98  |
| Литовцы        | 40,1     | ↗ 44,6   | ↘ 41,77  |
| Латыши         | 36,9     | ↗ 39,2   | ↘ 31,33  |
| Финны          | 29,9     | ↗ 34,3   | ↘ 25,58  |
| Эстонцы        | 1,9      | ↗ 2,5    | ↗ 3,38   |
| Прочие         | 25,0     | ↗ 33,0   |          |

| Год / родной язык  | Русские, всего | Эстонское гражданство | Российское гражданство | Гражданство другой страны | Без гражданства | Гражданство не определено |
| ------------------ | -------------- | --------------------- | ---------------------- | ------------------------- | --------------- | ------------------------- |
| 2000 / всего       | 351 178        | 141 907               | 73 379                 | 1 048                     | 133 346         | 1 498                     |
| 2000 / русский     | 344 796        | 137 340               | 72 904                 | 1 014                     | 132 168         | 1 370                     |
| 2000 / эстонский   | 5 062          | 3 984                 | 268                    | 3                         | 779             | 28                        |
| 2000 / украинский  | 168            | 43                    | 60                     | 9                         | 56              | 0                         |
| 2000 / белорусский | 99             | 19                    | 34                     | 6                         | 40              | 0                         |
| 2000 / прочие      | 1 053          | 521                   | 113                    | 16                        | 303             | 100                       |
| 2011 / всего       | 326 235        | 175 888               | 79 387                 | 2 107                     | 68 805          | 48                        |
| 2011 / русский     | 322 098        | 172 403               | 118                    | 2 059                     | 68 471          | 47                        |
| 2011 / эстонский   | 3 601          | 3 263                 | 97                     | 4                         | 237             | 0                         |
| 2011 / украинский  | 201            | 68                    | 77                     | 14                        | 42              | 0                         |
| 2011 / прочие      | 335            | 154                   | 95                     | 30                        | 55              | 1                         |
| 2021 / всего       | 315 252        | 185 371               | 72 325                 | 3 540                     | 53 997          | 19                        |
| 2021 / русский     | 309 001        | 180 190               | 71 896                 | 3 331                     | 53 570          | 14                        |
| 2021 / эстонский   | 4 696          | 4 252                 | 127                    | 21                        | 296             | 0                         |
| 2021 / украинский  | 254            | 86                    | 71                     | 64                        | 33              | 0                         |
| 2021/ прочие       | 1 301          | 843                   | 231                    | 124                       | 98              | 5                         |

## Образование
Согласно данным исследования PISA от ОЭСР, Эстония предоставляет лучшее в мире (за искл. России) образование на русском языке. Тем не менее, оно отстает от эстонскоязычного образования в среднем на один учебный год. В Эстонии также не хватает современных учебных материалов на русском языке, и за последние десятилетия не проводилась должная подготовка учителей для школ, где преподают на русском языке.

### Дошкольное и школьное образование
Дошкольное образование

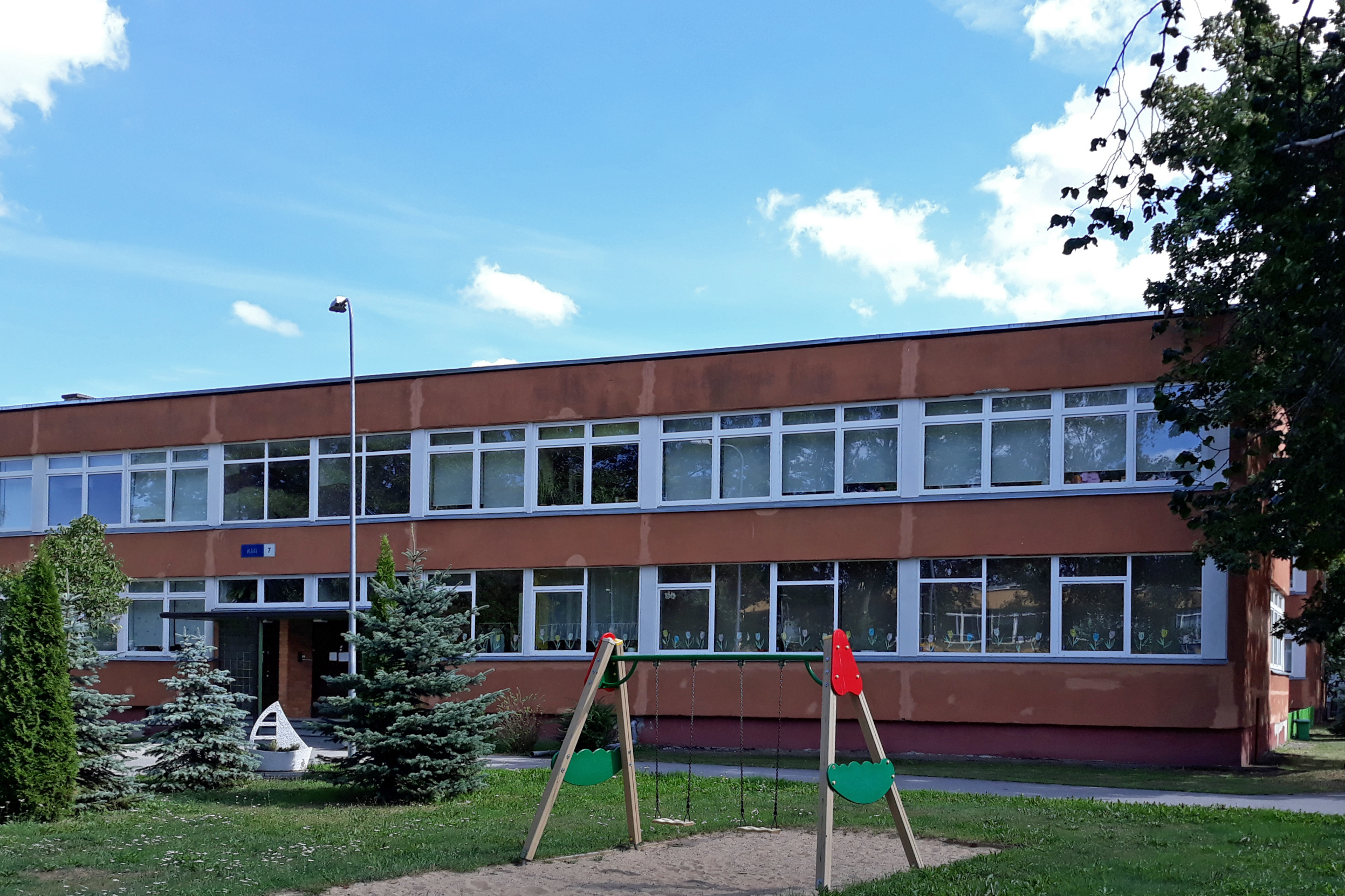
Детский сад «Сыбракезе» в Таллине (до 2024 года русский язык обучения)

Согласно Закону о дошкольном образовании, принятому 18 февраля 1999 года, образовательная и воспитательная деятельность в дошкольных учреждениях Эстонии осуществляется на эстонском языке. На другом языке образовательная и воспитательная деятельность в детском учреждении или группе детских учреждений может осуществляться по решению представительного собрания местного самоуправления.
В соответствии с этим законом, в Эстонии до 2024 года работали детские сады как с эстонским, так и с русским языком обучения. В частности, в Таллине по состоянию на 27 января 2022 года из 121 детского сада в 74 обучение велось на эстонском языке, в 28 — на русском и в 19 работали группы с эстонским и русским языками обучения.
В городе Тапа по состоянию на 1 сентября 2022 года действовали 5 дошкольных детских учреждений, из них в одном образовательная и воспитательная деятельность велась как на эстонском, так и на русском языке, а также работала одна группа с языковым погружением.
Школьное образование

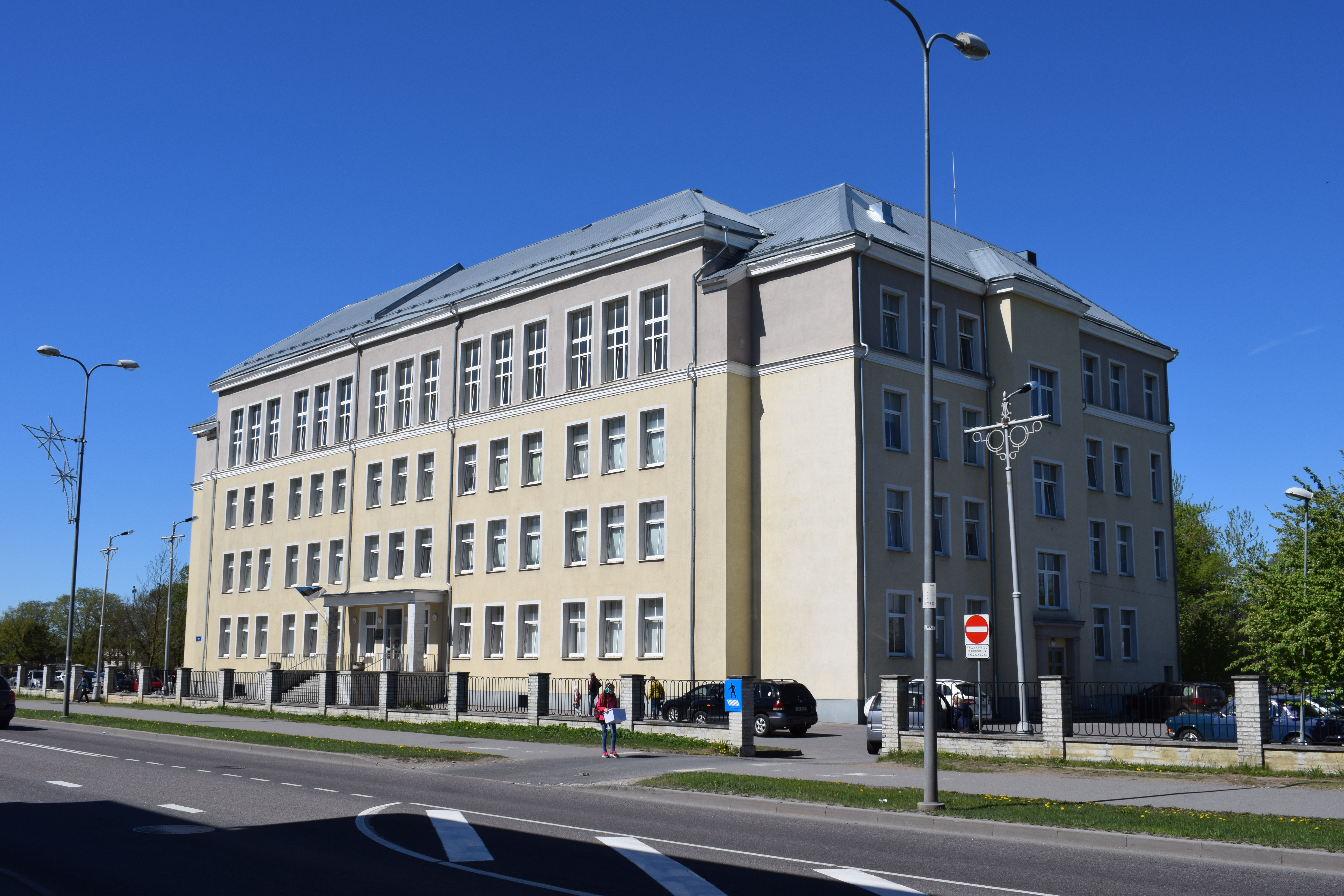
Таллинская Паэская гимназия (до 2024 года русский язык обучения)

Русские школы в Эстонии и русский язык в преподавании для детей школьного возраста существуют в Эстонии давно. В 1715 году в Ревеле была создана цифирная школа с обучением на русском языке. В 1727 году русский язык стали преподавать в будущей гимназии Густава Адольфа. В тридцатых-сороковых годах XIX столетия возникли православные приходские школы в Причудье. 24 ноября 2009 года старейшая русская школа Эстонии — Таллинская Тынисмяэская реальная школа — отметила своё 220-летие.
В 2013/14 учебном году в дневных русских школах Эстонии обучались с 1 по 9 классы 22 269 человек (19,7 % от общего числа учеников). Общее и гимназическое образование в Эстонской Республике можно получить на русском языке в 92-х школах, на эстонском — в 428-ми, две школы преподают только на английском языке. В школах с русским языком обучения эстонский язык изучается в качестве обязательного учебного предмета начиная с 1-го класса. Экзамен по эстонскому языку в школе с обучением на русском является для всех выпускников обязательным.

После того, как в 2007 году пост министра образования занял представитель консервативной партии Союз Отечества и Res Publica Тынис Лукас, был форсирован перевод русских школ на эстонский язык обучения. С 1 сентября 2007 года в школах с русским языком обучения с 10-го класса гимназической ступени на эстонском языке стало преподаваться не менее 60 % учебных предметов, в список обязательных для преподавания на эстонском первоначально были включены, кроме эстонского языка, эстонская литература, история, обществоведение, география и музыка; выбор ещё двух предметов оставлен на усмотрение школ. Каждый новый учебный год в список обязательных к изучению на эстонском предметов добавляется один предмет. Конечной целью реформы является прекращение преподавания на русском языке в классах гимназической ступени — преподавание на русском останется только в основной школе. Ускоренная эстонизация школ стимулируется материально. По оценке 2007 года, среди эстонских русских данную реформу поддерживал 31 %; 62 % выступало против неё. На заданный самому себе на своём сайте вопрос о судьбе не освоивших эстонский язык на высшем уровне учителей министерство образования даёт такой ответ: 
Что ждет учителей предметников, которые не владеют эстонским языком на высшем уровне?
Государство организует и финансирует курсы эстонского языка и в 2007/2008 учебном году. Курсы для учителей бесплатные. Дополнительная информация – Фонд Интеграции.
Будучи министром образования, Тынис Лукас в интервью «Актуальной камере» заявил:
...Это потребует времени, так как трудно найти учителей, однако первый шаг уже сделан: следующей осенью обучать эстонскому языку будут во всех русских детских садах, хотя это надо было сделать еще в 1993 году.

...Если бы переход на эстонский язык обучения зависел только от меня, это было бы сделано завтра. Во имя целостности и качества образования в Эстонии, обучение должно вестись на государственном языке.
Слова министра были подвергнуты острой критике. Так, депутат Европейского Парламента от Социал-демократической партии Катрин Сакс заявила, что такими заявлениями министр образования не только противоречит законодательству, но и разжигает межнациональную рознь.
По оценке директора Маардуской основной школы Мариам Раннак, сделанной на основе результатов государственных экзаменов за 2008—2010 гг., «нововведения содействуют лишь лучшему знанию самого эстонского языка, но не предметов, изучаемых на нём». Разные мнения высказываются и по иным аспектам реформирования образования в русских школах.
По результатам опроса, проведённого главой Нарвского городского собрания Михаилом Стальнухиным, 89,6 % нарвских выпускников не поддерживают переход гимназий на эстонский язык.
В 2011 году городскими властями Нарвы и Таллина по предложению попечительских советов школ были поданы ходатайства о разрешении 15-ти гимназиям (средним школам) не переходить со следующего года на частичное обучение на эстонском языке в размере 60 % от общего объёма предметов, но правительство ходатайства отклонило (группа гимназий подала такие ходатайства снова, и правительство вновь отвергло их в 2013 году). За сохранение образования на родном языке было собрано более 35 000 подписей. Власти Таллина и Нарвы, через которые подавались ходатайства, заявили о своём намерении обратиться в суд, поскольку считают, что действия правительства противоречат Конституции и Закону ЭР об основной школе и гимназии. Таллинский административный суд отклонил жалобы Нарвы и Таллина; председатель горсобрания Нарвы обещал обжаловать решение. В 2014 году Государственный суд Эстонии отклонил жалобы властей Таллина и Нарвы. Против руководителей попечительского совета Таллинской Кесклиннаской Русской гимназии, выступившего с предложением сохранить русский как основной язык обучения, было начато уголовное дело, впоследствии прекращённое. В 2013 году были приняты поправки к Закону о частной школе, предусматривающие запрет муниципалитетам создавать частные гимназии на русском языке в обход языковых требований, установленных Законом об основной школе и гимназии. В 2016 году Таллинский окружной суд отклонил жалобы родителей на отказ правительства двум русским гимназиям Таллина в преподавании на русском языке.
Эстония является членом Рамочной конвенции о защите национальных меньшинств, закрепляющей определённые права на использование языков меньшинств в образовании. В 2013 году было заменено новым соглашение ЭР с Россией, предусматривавшее обязанность сторон «оказывать организационную, педагогическую, учебно-методическую и финансовую поддержку своим государственным образовательным учреждениям, преподавание в которых ведётся на языке другого государства, аналогичную поддержке своих государственных образовательных учреждений, преподавание в которых ведётся на её государственном языке».

#### Полный перевод дошкольного и школьного образования на эстонский язык

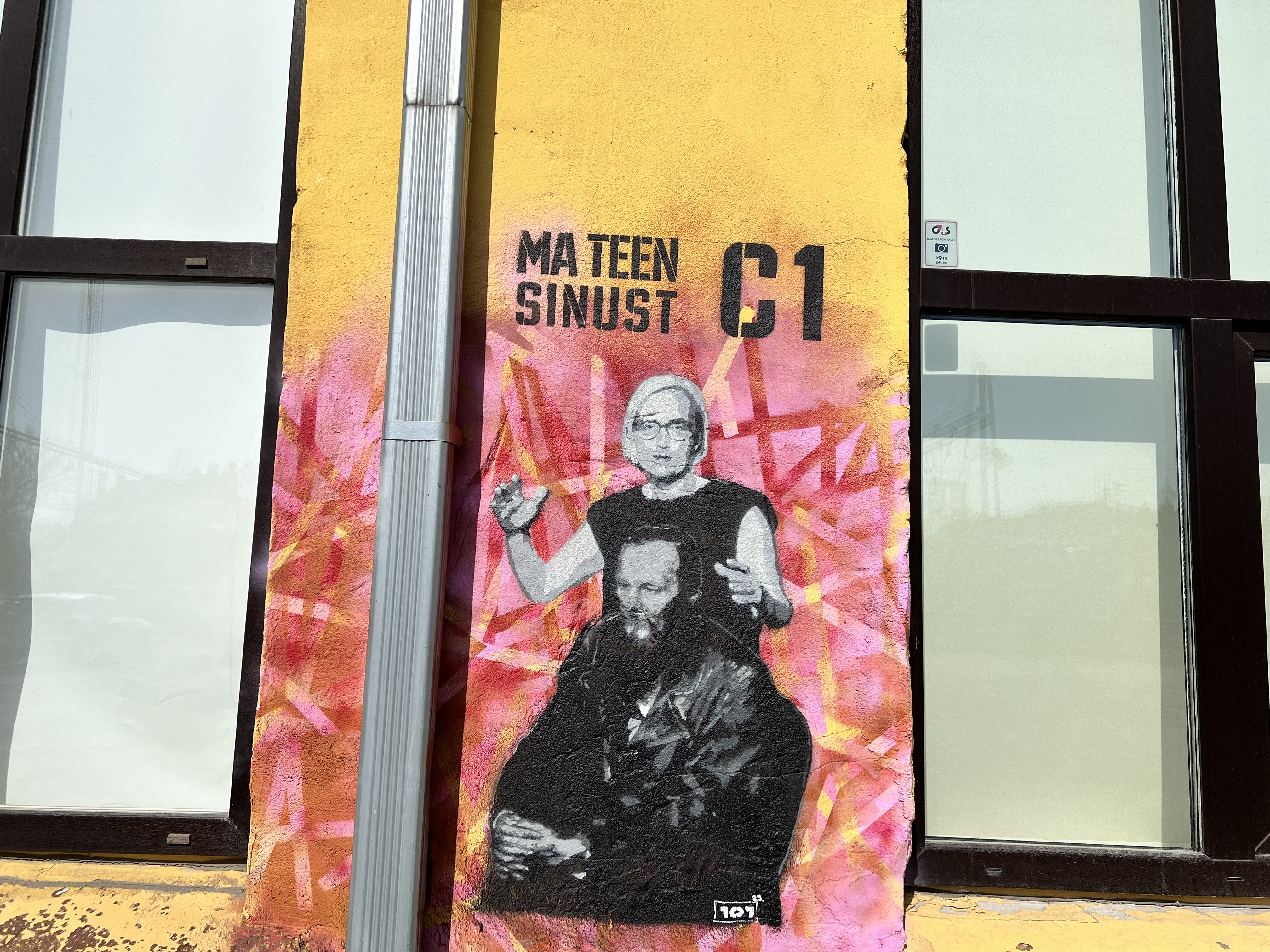
Граффити в Таллине: Кристина Каллас и Фёдор Достоевский, надпись: «Ma teen sinust C1» («Я сделаю из тебя C1 [в эстонском]») символизирует преобладание эстонского языка над русским в сфере образования

В 2023 году второе правительство Каи Каллас, в которое вошли Партия реформ, «Отечество» и социал-демократы, утвердило переход всего образования на эстонский язык. В 2024 году дошкольное образование в Эстонии будет только на эстонском языке, и с этого же года начнётся переход на эстоноязычное школьное образование, начиная с первого и четвертого классов. По словам лидера либеральной партии «Эстония 200» Кристины Каллас, с 17 апреля 2023 года — министра образования,  в 2027 году всё начальное образование будет эстоноязычным, дети будут ходить в единый детский сад, независимо от их родного языка. Бывший министр образования Лийна Керсна (Партия реформ) заявила, что 2027 год был назван ошибочно: согласно действующему закону, детские сады должны быть эстоноязычными уже с 2024 года. В своём интервью 13 апреля Кристина Каллас подтвердила, что с 2024 года в ряде русских школ первые классы уже не откроются, начнётся слияние маленьких русских школ с эстонскими, даты перехода на эстонский язык образования незыблемы, а в школах смогут работать только педагоги с категорией по эстонскому языку не ниже С1 (уровень профессионального владения).
Министерство образования Эстонии заявляет, что основная цель перехода на эстоноязычное обучение - предоставить всем живущим в Эстонии детям, независимо от их родного языка, возможность получить качественное образование на эстонском языке.

### Высшее образование
В 2013 году практически завершился перевод высшего образования на эстонский язык — на нём по состоянию на 10 ноября 2013 года обучались 54 962 студента (91,6 %), а на русском языке только 1912 студентов (3,2 %) и 2968 (4,9 %) студентов — на английском.
Один частный вуз — Институт экономики и управления, — имевший отделения в Таллине и Ида-Вирумаа, предоставлял обучение только на русском языке. Отзыв лицензий у двух последних крупных частных вузов страны, дававших обучение на русском языке, состоялся в 2013 году
.

## Русский язык
Русский язык является после английского самым распространённым иностранным языком в Эстонии. Согласно переписи населения 2000 года, русским языком владело 29,7 % всего населения Эстонии, как родным — 98,2 % русских, как иностранным — 58,5 % эстонцев и 38,1 % других национальностей.
По данным переписи населения 2021 года, русским языком владеет 28,5 % населения Эстонии, как первым родным языком — 98,0 % русских; 2,0 % эстонцев считают его своим вторым родным языком.
В Таллине в направлении поддержки русского языка активно работает Таллинский Институт Пушкина, в котором в 2008 году был открыт Русский центр Фонда «Русский мир».

### Русский язык как родной

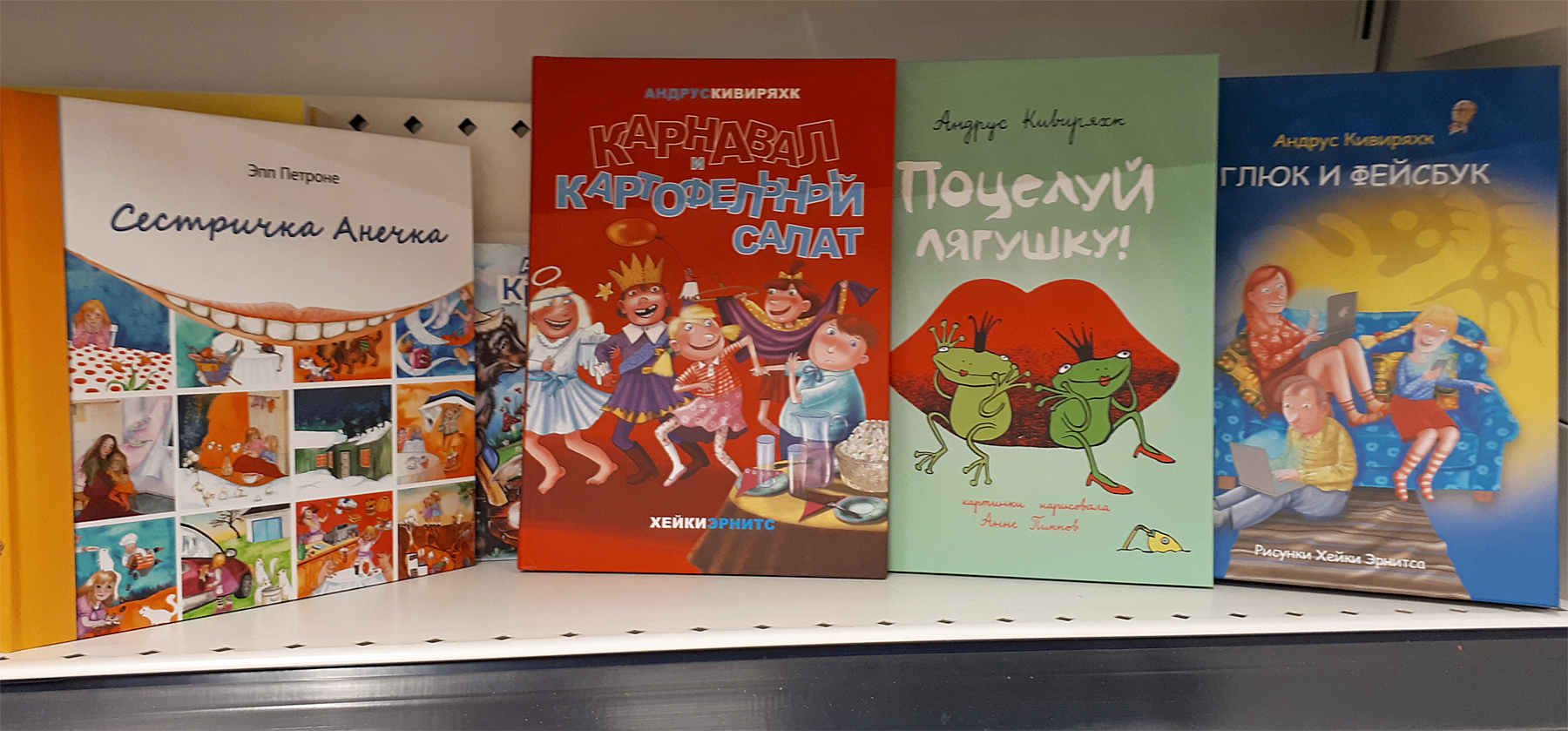
Книги эстонских детских писателей на русском языке в таллинском магазине, 2022 год

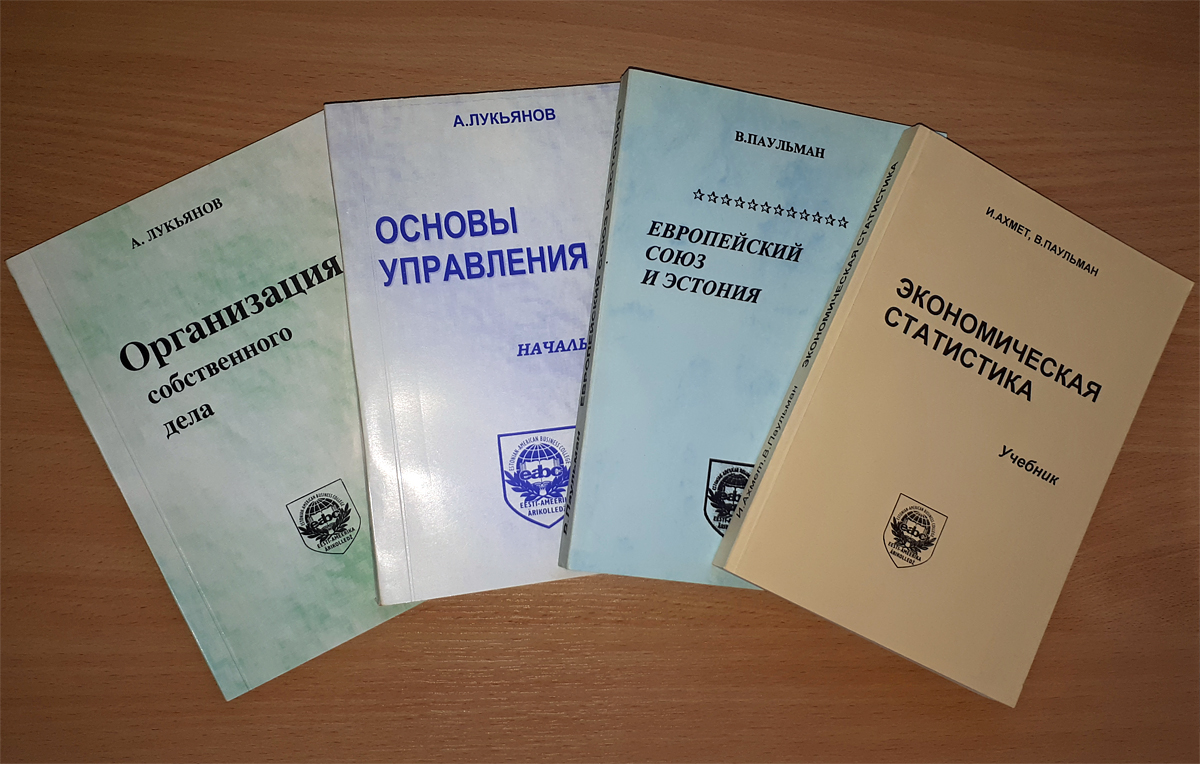
Учебники Эстоно-Американской бизнес-академии на русском языке (изданы в конце 1990-х годов)

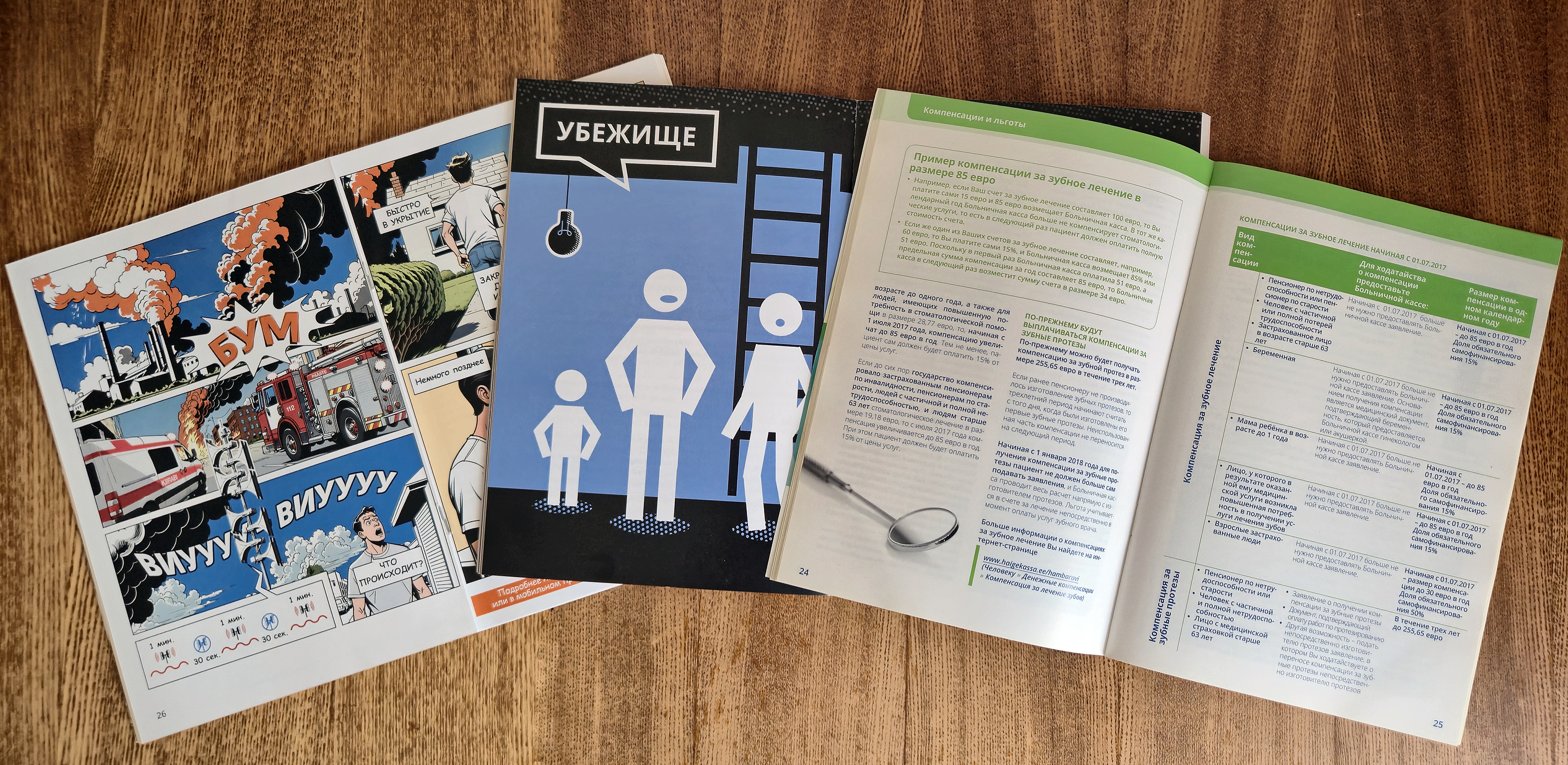
Брошюры Спасательного департамента и Эстонской кассы здоровья на русском языке, изданные соответственно в 2022 и 2017 годах

| Год  | Эстония   | Эстония | в т. ч. Таллин | в т. ч. Таллин |
| ---- | --------- | ------- | -------------- | -------------- |
| Год  | чел.      | %       | чел.           | %              |
| 2000 | 400 378   | 29,2    | 173 119        | 42,6           |
| 2011 | ↘ 383 139 | ↗ 29,6  | ↗ 173 559      | ↗ 44,1         |
| 2021 | ↘ 379 491 | ↘ 28,5  | ↗ 185 289      | ↘ 42,3         |

| Возраст         | 2000 год | 2011 год | 2021 год  |
| --------------- | -------- | -------- | --------- |
| Все группы      | 98,2 %   | ↗ 98,7 % | ↘ 98,02 % |
| 0—14 лет        | 98,6 %   | ↗ 99,1 % | ↘ 96,84 % |
| 15—29 лет       | 98,7 %   | ↗ 98,8 % | ↘ 98,15 % |
| 30—49 лет       | 98,0 %   | ↗ 99,0 % | ↘ 98,26 % |
| 50—64 года      | 98,0 %   | ↗ 98,5 % | ↗ 98,53 % |
| 65 лет и старше | 98,3 %   | → 98,3 % | ↘ 97,88 % |

| Возраст         | 2000 год | 2011 год |
| --------------- | -------- | -------- |
| Все группы      | 4,5 %    | ↗ 4,7 %  |
| 0—14 лет        | 3,9 %    | → 3,9 %  |
| 15—29 лет       | 5,1 %    | ↘ 4,0 %  |
| 30—49 лет       | 5,5 %    | ↘ 5,1 %  |
| 50—64 года      | 4,3 %    | ↗ 5,9 %  |
| 65 лет и старше | 2,9 %    | ↗ 4,3 %  |

### Русский язык как иностранный
Доля жителей Эстонии, владеющих русским языком как иностранным, по данным переписей населения 2000 и 2011 годов:
| Возраст         | 2000 год | 2011 год |
| --------------- | -------- | -------- |
| 10—19 лет       | 25,4 %   | ↘ 25,3 % |
| 20—34 года      | 55,8 %   | ↘ 38,9 % |
| 35—49 лет       | 55,8 %   | ↗ 57,8 % |
| 50—64 года      | 55,7 %   | ↘ 53,8 % |
| 65 лет и старше | 33,2 %   | ↗ 48,7 % |

### Местные особенности языка и речи
Русский язык жителей Эстонии подвергается иноязычному воздействию (главным образом со стороны эстонского языка) на разных уровнях и ввиду этого немного отличается от русского языка, используемого в России. Один из уровней воздействия на местный русский язык может быть описан как административный. На этом уровне в русский язык был внедрён такой неологизм, как «Таллинн» — данное написание является обязательным на территории Эстонии согласно постановлению министра образования и науки «Об утверждении буквенной таблицы, устанавливающей правила транскрибирования и транслитерирования географических названий». Обязательность именно такого написания по крайней мере на территории Эстонии была подтверждена Языковой инспекцией Эстонии. Другой пример государственного регулирования русского языка — установленный законом о языке запрет на перевод названия эстонского парламента «Рийгикогу» (эст. Riigikogu — в дословном переводе «Государственное собрание»; до 1940 года использовался перевод «Государственная дума»).
Широкое распространение получил термин «неэстонцы» (эст. mitte-eestlased), используемый для собирательного обозначения всех проживающих в Эстонии людей неэстонской национальности (русские, украинцы, белорусы и т. д.). Вместо привычного в России термина «уголовный кодекс» в русскоязычных СМИ Эстонии, как правило, применяется выражение «пенитенциарный кодекс» (эст. karistusseadustik), либо (реже) «уложение о наказаниях». В устной речи и даже СМИ под влиянием эстонского языка получили распространение такие слова, как «кандидировать» (эст. kandideerima, вместо литературного «выдвигать кандидатуру»), «идентитет» (эст. identiteet, вместо «идентичность»), «мыза» (эст. mõis, вместо «имение», «усадьба»), «инвентура» (эст. inventuur, вместо «инвентаризация»).
Некоторые слова русского языка, считающиеся в России скорее устаревшими, в Эстонии вновь вошли в активное употребление для обозначения понятий, связанных с государством. Например, используются такие термины, как «волость» (эст. vald), «уезд» (эст. maakond), «уездный старейшина» (эст. maavanem), «толока» (эст. talgu).
Кроме вышеперечисленного, у местного русского языка имеются некоторые региональные особенности, например, любой белый хлеб практически всегда называется булкой (как и в речи петербуржцев); вместо слова солянка иногда используется считающийся в России устаревшим вариант селянка (вероятно, под влиянием эстонского «seljanka»), ревень часто называют рабарбаром (эст. rabarber). В разговорном языке владеющих эстонским языком людей порой применяются слова, образованные от эстонских слов, например: «максова́ть» (платить, эст. maksma), «пу́хкус» (отпуск, от эст. puhkus), «хайгека́сса» (больничная касса, от эст. haigekassa), «ко́ма» (разделительная запятая между цифрами, от эст. koma), «крыпсуд» (чипсы, от эст. krõpsud) и т. д.
Названия многих государственных учреждений Эстонской Республики и некоторые связанные с государством термины зачастую в разговорной речи вообще не переводятся, а используются в оригинальном эстонском варианте, например, «максуа́мет» (Налоговый департамент эст. Maksuamet), «кяйбема́кс» (налог с оборота эст. käibemaks), «тарбияка́йтсе» (департамент по защите прав потребителей эст. Tarbijakaitseamet), «кайтселийт» (союз обороны Эстонии эст. Kaitseliit). Использование эстонских слов и образованных от них неологизмов особенно характерно для разговорной речи представителей молодого поколения, владеющего практически одинаково хорошо как русским, так и эстонским языками. Данные особенности, несмотря на очень широкую распространённость, ограничиваются всё же исключительно сферой разговорного языка. В печатных и интернет-изданиях соблюдается общепринятая литературная языковая норма.

## СМИ, культура

### Пресса
По состоянию на ноябрь 2009 года в Таллине выходила ежедневная газета «Postimees» («Почтальон») на русском — перевод газеты на эстонском языке. Также публиковались еженедельники «День за днём», «МЭ Суббота» и «МК-Эстония». В апреле 2009 года, после прекращения выпуска газет «Молодёжь Эстонии» и «Вести дня» — последних эстонских общереспубликанских газет на русском языке, русскоязычный «Postimees» стал единственной ежедневной общереспубликанской газетой в стране, выходящей на русском языке.
20 декабря 2008 года акционерное общество AS Postimees Grupp приобрело 100 % акций издательства Den za Dnjom Kirjastuse OÜ, выпускающего русский еженедельник «День за днем». Член Всемирного координационного совета российских соотечественников Андрей Заренков высказал сожаление в связи с известием о продаже «День за днем»:
Этот еженедельник был последним независимым островком русской прессы в Эстонии. «Вести дня» после продажи стали рупором Центристской партии, а портал «Delfi» после продажи его близкому к правительству медиадельцу Луйку — рупором крайне правых. Однако при царящих ныне в Эстонии настроениях о «взятии под контроль русского информационного поля» такому решению удивляться не следует.
В 2016 году было объявлено о закрытии бумажной версии ежедневной газеты «Postimees» на русском языке и еженедельника «День за Днём»; русскоязычная версия «Postimees» продолжает работать в Интернете. В стране остались два общенациональных русскоязычных издания в бумажном формате — еженедельные «МК-Эстония» и «Деловые ведомости».
Также по состоянию на 2024 год в Эстонии на русском языке издавались газеты муниципалитетов со значительным русскоязычным населением (в частности, районов города Таллин Ласнамяэ, Пыхья-Таллинн, Мустамяэ, городов Маарду, Локса и др.).

#### Интернет-СМИ
Наибольшей популярностью у русскоязычных жителей Эстонии пользуется русскоязычная версия новостного портала «Delfi», впрочем как и некоторые электронные версии вышеназванных печатных изданий. После событий конца апреля 2007 года, вызванных переносом властями Эстонии памятника советским солдатам, Эстонской общественной телерадиовещательной корпорацией был открыт новостной портал на русском языке Novosti24.ee, позже переименованный в Novosti ERR (с октября 2010 года называется rus.err.ee).
В 2020 году сообщалось об утечке списка лояльных Кремлю журналистов эстонских и латвийских изданий; по информации центра «Досье», список составляла основательница клуба «Импрессум», журналистка «Комсомольской правды» Галина Сапожникова.

### Информационные центры, клубы
- При поддержке посольства Российской Федерации в Таллине действует Институт Пушкина. 18 декабря 2008 года в его помещении при поддержке Фонда «Русский мир»[107] был открыт Русский центр, который занимается системной поддержкой русского языка и русскоязычного образования в Эстонии (тестирование по русскому как иностранному – TORFL, обучение в России, Школа русского языка, курсовое обучение взрослых).
- С октября 2008 года в Таллине функционирует международный медиаклуб «Impressum», созданный журналистами газеты «Комсомольская правда» в Северной Европе. Заявленная задача клуба — объединить представителей сферы СМИ, журналистов, писателей и известных творческих деятелей для улучшения взаимопонимания между жителями Эстонии и России. Большинство мероприятий клуба проходят в виде публичных встреч[108].
- Учебно-методической и организационной поддержкой русистов Эстонии занимается Эстонская ассоциация преподавателей русского языка и литературы — ЭстАПРЯЛ (председатель Инга Мангус), коллективный член МАПРЯЛ со штаб-квартирой в Таллинском Институте Пушкина.

14 апреля 2009 года Полиция безопасности Эстонии (КаПо) представила традиционный ежегодный доклад о своей деятельности за 2008 год и оценку угроз национальной безопасности на ближайшую перспективу. В ежегоднике главное внимание было уделено русскоязычным общественным организациям, которые по мнению КаПо выполняют политический заказ Москвы по подрыву эстонской государственности. В числе таких организаций были названы Координационный совет российских соотечественников Эстонии, филиал фонда «Русский мир», некоторые журналисты «Комсомольской правды», а также медиаклуб «Импрессум».

### Телевидение и радио

#### Общественно-правовое вещание
В Эстонии «Актуальная камера» на русском языке — основная и старейшая русскоязычная телевизионная передача местного производства эстонских и зарубежных новостей. Программу начали вещать с 1 июня 1958 года в эфире канала «ETV». Передача транслировался изначально на канале ETV, в 18:00 и 20:00. 
В 2009 году программа «Актуальная камера» на русском языке была перенесена с «ETV» на созданный 8 августа 2008 года канал «ETV2», где объём «АК» на русском был расширен на ежедневный получасовой блок (по выходным — объём программы 15 минут). На «ETV2» вещалась и небольшое количество других местных русскоязычных программ, но в основном на канале показывали детские программы (мультики дублированные на эстонский язык), документалистику и американские и европейские телесериалы с эстонскими субтитрами.
С 28 сентября 2015 года начал вещание общественно-правовой телеканал «ETV+», который является полностью русскоязычным. Туда же перешла передача «Актуальная камера», и транслируется по будням в 18:00, и ежедневно в 20:00 (объём 30 минут). В субботу объём программы 15 минут, а в воскресенье с расширенным блоком «АК+», где обсуждают главную тему недели.
5 мая 2022 года Эстонское телерадиовещание «ERR» запустило русскоязычную стриминговую платформу «Jupiter Pluss» («Jupiter+»), где содержатся все теле- и радиопрограммы, архивы и закупки «ERR».
1 мая 1993 года начало вещание государственное русскоязычное «Радио-4», имеющее общественно-разговорный формат. Согласно изучению аудитории, слушает канал примерно 150–200 тысяч человек, и «Радио-4» является самым популярным русскоязычным радиоканалом в Эстонии. Благодаря государственному статусу, передатчики «Радио-4» расположены почти по всей стране, кроме Сааремаа и Хийумаа.

#### Коммерческое вещание
Песни и передачи на русском языке транслируют радиостанции: «Super Radio» (до 1 января 2024 года называвшееся «Русское радио») и «Sky Radio» (оба канала принадлежат компании Sky Media), «Народное радио», «Юмор FM», «Нарва FM», «Радио Волна».
В октябре 1992 года начал трансляцию русскоязычный канал «Орсент ТВ». Изначально вещание шло по ночам, но с января 2003 года трансляция стала круглосуточной. «Орсент» ныне самый старый частный русскоязычный телеканал в Эстонии.
С 2004 года на ПБК выходили «Новости Эстонии».
С 2005 года начал вещание телеканал «3+», который транслирует популярные передачи, ток-шоу и телесериалы российских и украинских телеканалов. «3+» был изначально чисто развлекательный канал, но в 2010 году появился информационный блок телеканала «ETV2» с программой «Актуальная камера». В 2011 году появился блок региональных новостей «Новости Ида-Вирумаа». С 1 июля 2021 года на территории Эстонии и стран Балтии стал доступен «Duo 7» — новый телеканал на русском языке.
Кроме вышеупомянутых, русскоязычным жителям Эстонии доступны кабельные телевизионные каналы на русском языке.

#### Ретрансляция российских телеканалов
Периодически от эстонских политиков можно было слышать разговоры о возможном ограничении и даже запрете на трансляцию российских телеканалов. Особенно ситуация накалилась во время кризиса вокруг Бронзового солдата и войны в Грузии в августе 2008 года. Так, вице-спикер Рийгикогу Кристийна Оюланд потребовала прекратить трансляцию в Эстонии «ксенофобских выступлений российских телеканалов», с аналогичной идеей выступил и бывший посол Эстонии в России Март Хельме, а также эстонский профессор Евген Цыбуленко. Эксперт по медиа Агу Ууделепп на семинаре организованном государственным телерадиовещанием (ERR) заявил, что «идущая из России антиэстонская пропаганда играет на страхах эстонцев и имеет целью лишить Эстонию союзников и настраивать против эстонцев местное русское население».
В феврале 2008 года в эстонских тюрьмах началось отключение вещания российских телеканалов. В министерстве юстиции объяснили это позицией российских СМИ по беспорядкам, вызванным переносом Бронзового солдата.
После вторжения России на Украину правительство Эстонии приняло решение о запрете на год на территории Эстонии ретрансляции следующих российских и белорусских каналов: «РТР-планета», «НТВ Мир», «НТВ Мир Балтия», «Россия-24», «Беларусь 24» и «TV Centre International». Операторы Telia Eesti и Elisa Eesti с апреля 2022 г. прекратили трансляцию телеканалов «РБК» и «РЕН ТВ». Было также заблокировано большое число интернет-сайтов, в частности, ntv.ru, ren.tv, 5-tv.ru, 78.ru, 1tv.com, lenta.ru и tass.ru. Департамент защиты прав потребителей и технического надзора объяснил это тем, что эти сайты распространяют военную пропаганду, оправдывают и поддерживают совершение военных преступлений и разжигают ненависть. Несмотря на это, у многих русскоязычных жителей страны всё ещё есть возможность смотреть российские телеканалы, если они поставили себе спутниковые антенны, имеют договор с поставщиками интернет-телевидения или пользуются онлайн-трансляциями.

#### Ретрансляция украинских телеканалов (с русским языком вещания)
Одновременно с ограничением в 2022 году трансляции российских телеканалов, для просмотра в Эстонии стали доступны украинские телеканалы с русским языком вещания: Україна 24, Inter+, ICTV UA.

### Театр и искусство
В Таллине работает театр «Сюдалинна» (до 10 июня 2025 года — Русский театр Эстонии) — единственный в стране профессиональный театр, ставящий спектакли на русском языке. Функционирует Русский молодёжный театр Эстонии.
Начиная с октября 2005 года в Эстонии ежегодно проводится театральный фестиваль «Золотая маска», представляющий лучшие российские спектакли последних сезонов. Все спектакли идут с синхронным переводом на эстонский язык.

## Отношение к русскому языку в обществе и государстве
- Несмотря на отсутствие официального статуса русского языка, государственные органы и службы, включая Департамент полиции и погранохраны, а также зарубежные представительства Эстонии принимают обращения, заявления, ходатайства составленные на русском языке. Кроме того в государственных органах доступна информация на русском языке в виде информационных стендов и буклетов[135].
- Отмечены случаи дискриминации русскоговорящих жителей в публичном секторе. Так, 30 августа 2009 года врач травмопункта Ида-Вируской центральной больницы Эйки Страусс во время приема выбросил в ёмкость для мусора паспорт юного пациента — гражданина Эстонии, который не смог объясниться с доктором на эстонском языке[136][137]. Полиция возбудила дело о проступке, но спустя месяц после скандала закрыла дело, заявив, что действия врача не являлись правонарушением[138]. Спустя месяц после скандала больница расторгла договор с врачом и принесла извинения пострадавшей стороне[139]. Месяцем позже похожий случай произошёл в Таллинской больнице, где хирург не только отказался оказывать помощь заплатившему за приём пациенту, но при этом обозвал его и буквально выставил из кабинета[140][141].
- Своё отношение к русскому языку выразил бывший Президент Эстонии Тоомас Хендрик Ильвес. В интервью Der Bund он характеризовал русский как язык оккупационных властей[142]. В интервью корреспонденту Би-би-си, комментируя своё нежелание говорить по-русски, Тоомас Хендрик Ильвес заявил, что с его стороны «это означало бы приятие 50-летней жестокой оккупации». Намек интервьюера на возможности более тесного общения с населением Ильвес проигнорировал, сказав: «это решённый вопрос, я не хочу больше обсуждать его»[143]. Канцелярия президента выступила с заявлением, что слова президента были неправильно переведены и истолкованы. Однако, журналистам удалось связаться с Тимом Веуэллом, который сказал, что он общался с Ильвесом на английском языке, и не могло возникнуть каких-либо проблем с переводом[144]. Кроме того, Веуэлл прислал стенограмму той части интервью, которая касалась русского языка (текст[неавторитетный источник]):[144]

Президент Ильвес: Эти люди жили здесь, и они не выучили эстонский. Я выучил эстонский, не живя здесь. Я говорю на эстонском языке, он единственный государственный язык, и я говорю на нём хорошо. Причин говорить на русском языке не больше, чем на английском, урду или японском, потому что эстонский является государственным языком. И если вы будете говорить на другом языке в вашей стране лишь потому, что в страну приехали другие люди, то у вас будут проблемы.
Тим Веуэлл: Но с позиции того, что вы — Президент Эстонии, это было бы нормальным: пытаться говорить на языке одной трети населения?
Ильвес: Ну, если мы посмотрим на статистику, то эти люди говорят по-эстонски. Нет, это неправильно, это означало бы смириться с пятидесятилетней оккупацией этой страны.
Веуэлл: Это просто означает способность общаться с людьми, Президентом которых вы являетесь, на их родном языке.
Ильвес: Ну, если они голосовали за меня, значит, они граждане, и они знают эстонский язык. Нет, это реальный тупик, я не хочу обсуждать это, я действительно ... это не является проблемой. Есть 140 миллионов человек в России, и все они говорят по-русски, есть один миллион эстонцев, и есть единственное место в мире, где вы можете говорить по-эстонски. Вот почему эстонцы считают важным говорить по-эстонски.
- Бывший президент Эстонии Керсти Кальюлайд рассказала, что в школьные годы уклонялась от изучения русского языка, чтобы выразить свой протест против советской системы, и поэтому сейчас не говорит по-русски свободно и по этой причине избегает этого языка. В своём интервью интернет-изданию «Украинская правда» она сказала: Это был такое небольшое сопротивление системе с моей стороны в советское время. Ты должен был пойти на урок, выучить "стихотворение" и сделать упражнение из книги — но этого минимума было достаточно. Это было несправедливым отношением к великому русскому языку с моей стороны — но тогда для меня, ребёнка, это была возможность сопротивляться, не изучая lingua franca СССР. Поэтому я действительно плохо говорю по-русски При этом, однако, Керсти Кальюлайд иногда обращалась к русскоязычным жителям Эстонии на русском языке[145][146][147].
- Премьер-министр Эстонии Кая Каллас в 2023 году, давая комментарии по поводу перехода на полностью эстоноязычное обучение сказала[73]:Общение на одном языке, существование в едином информационном пространстве – это один из лучших способов обеспечить нашу обороноспособность и готовность защищать свою страну...
...Расколотое общество – заманчивая добыча для агрессора, а единство – сдерживающий фактор, который заставит агрессора колебаться, бояться и воздерживаться от нападения

### Комментарии
1. ↑  Категория С1 по уровню владения эстонским языком.
Понимание.
Аудирование: Я понимаю развёрнутые сообщения, даже если они имеют нечеткую логическую структуру и недостаточно выраженные смысловые связи. Я почти свободно понимаю все телевизионные программы и фильмы.
Чтение: Я понимаю большие сложные нехудожественные и художественные тексты, их стилистические особенности. Я понимаю также специальные статьи и технические инструкции большого объема, даже если они не касаются сферы моей деятельности.
Говорение.
Диалог: Я умею спонтанно и бегло, не испытывая трудностей в подборе слов, выражать свои мысли. Моя речь отличается разнообразием языковых средств и точностью их употребления в ситуациях профессионального и повседневного общения. Я умею точно формулировать свои мысли и выражать свое мнение, а также активно поддерживать любую беседу.
Монолог: Я умею понятно и обстоятельно излагать сложные темы, объединять в единое целое составные части, развивать отдельные положения и делать соответствующие выводы.
Письмо. Я умею чётко и логично выражать свои мысли в письменной форме и подробно освещать свои взгляды. Я умею подробно излагать в письмах, сочинениях, докладах сложные проблемы, выделяя то, что мне представляется наиболее важным. Я умею использовать языковой стиль, соответствующий предполагаемому адресату.